# 대한민국 형사소송법 제112조
대한민국 형사소송법 제112조는 업무상비밀과 압수에 대한 형사소송법의 조문이다.

## 조문
제112조(업무상비밀과 압수) 변호사, 변리사, 공증인, 공인회계사, 세무사, 대서업자, 의사, 한의사, 치과의사, 약사, 약종상, 조산사, 간호사, 종교의 직에 있는 자 또는 이러한 직에 있던 자가 그 업무상 위탁을 받아 소지 또는 보관하는 물건으로 타인의 비밀에 관한 것은 압수를 거부할 수 있다. 단, 그 타인의 승낙이 있거나 중대한 공익상 필요가 있는 때에는 예외로 한다.  <개정 1980.12.18., 1997.12.13.>

第112條(業務上秘密과 押收) 辯護士, 辨理士, 公證人, 公認會計士, 稅務士, 代書業者, 醫師, 漢醫師, 齒科醫師, 藥師, 藥種商, 助産師, 看護師, 宗敎의 職에 있는 者 또는 이러한 職에 있던 者가 그 業務上 委託을 받아 所持 또는 保管하는 物件으로 他人의 秘密에 關한 것은 押收를 拒否할 수 있다. 但, 그 他人의 承諾이 있거나 重大한 公益上 必要가 있는 때에는 例外로 한다.  <개정 1980.12.18., 1997.12.13.>

## 참고 문헌
- 손동권 신이철, 새로운 형사소송법(초판, 2013), 세창, 2013. ISBN 9788984114081